# Strádov
Strádov je zřícenina hradu na 70 m vysokém skalnatém ostrohu z červené žuly nad pravým břehem Chrudimky a údolím Libáňského potoka ve Slavické oboře, jihovýchodně od Práčova, necelý kilometr západně od silnice I/37, v katastrálním území Ochoz u Nasavrk města Nasavrky. Hrad se stejně jako nedaleký Rabštejn liší od tvrze pouze svojí polohou. Od roku 1964 je chráněn jako kulturní památka.

## Historie
První zmínka o hradu je z roku 1374, kdy se připomíná Jaroš Lacembok ze Strádova jako patron kostela a kláštera v blízkém Práčově. V roce 1382 se uvádí jako majitel Strádova Jarošův syn Jindřich Lacembok ze Strádova, v roce 1409 Bleh z Lipky a ze Strádova. Za jeho vlády na jaře roku 1421 husitská vojska dobyla klášter v Práčově a pravděpodobně ovládla i Strádov. V roce 1438 Jan ze Strádova, dal hrad do zástavy i s městečkem Nasavrky a devět vsí Alešovi z Bítovan, Benešovi z Křivého a Janovi z Lipky, synovi uvedeného Bleha. V roce 1444 panství náleželo Janu Slonovi ze Seslavce. V této době hrad zpustl, připomíná se tak poprvé roku 1457 jako součást odúmrti po Janovi z Lipky, která připadla králi Ladislavovi.

## Poloha

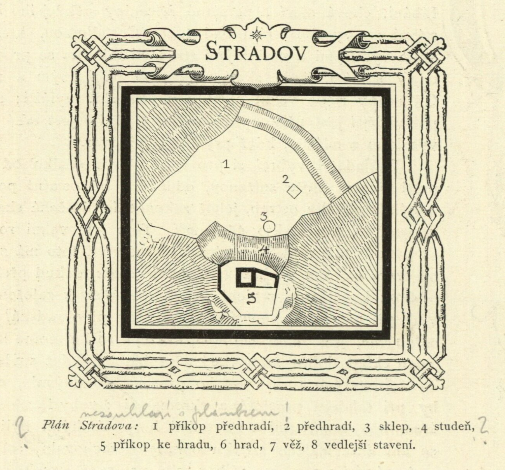
Půdorys hradu Strádov (nepřesný popis objektů, A. Sedláček: Hrady, zámky a tvrze království Českého, Díl 1., 1882)

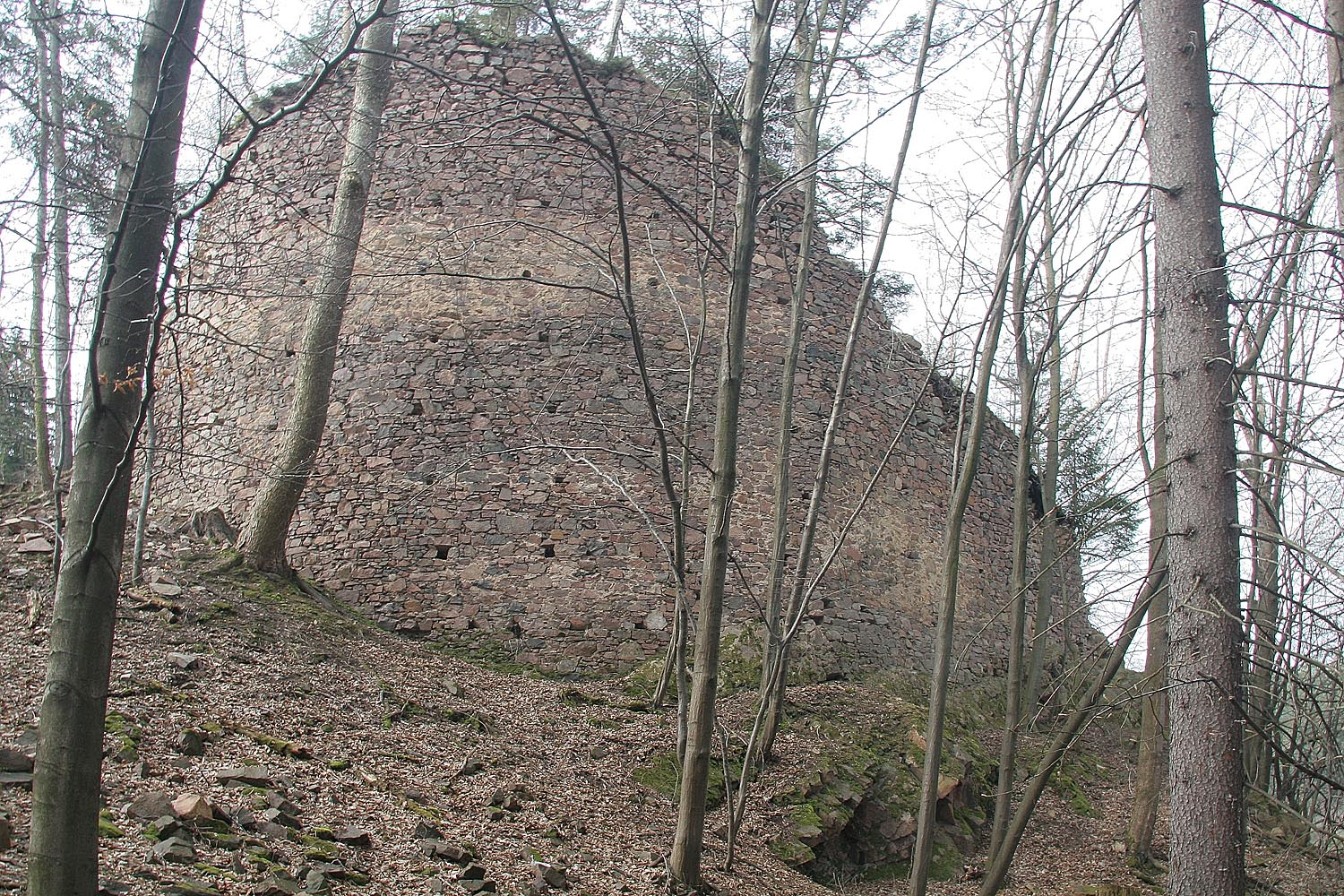
Oblouková hradba na severní straně

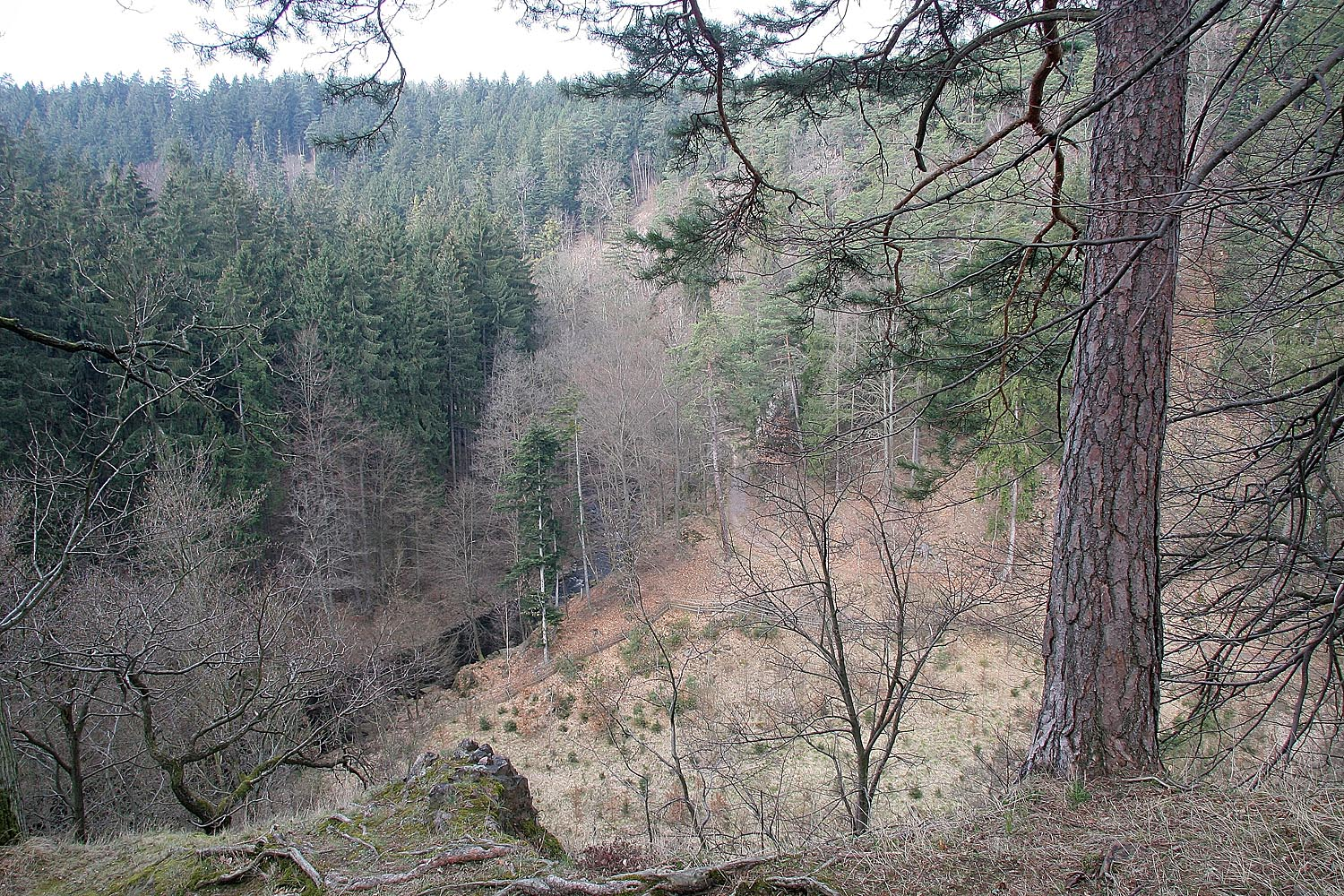
Pohled do údolí Chrudimky

Hrad Strádov byl vystavěn tak, že jeho předhradí zabíralo okraj plošiny nad východním srázem údolí Chrudimky. Samotné hradní jádro se pak tísnilo na skalnatém výběžku hrany údolí nad skalní stěnou přímo nad hladinou řeky, odděleném od předhradí hlubokým hradním příkopem. Nestálo tedy přímo na ostrohu nad soutokem Libáňského potoka a Chrudimky, ale bylo ze strategických důvodů mírně vyoseno na jihozápad tak, aby bylo chráněno téměř kolmou skalní stěnou na severu, svahem na západě a svahem k řece Chrudimce a k Libáňskému potoku na protější straně.
Předhradí samotné bylo odděleno od zbytku rovinaté plošiny dvojitým příkopem a dvojitým valem resp. zdí s branou, ke které patrně vedla původní středověká cesta z Nasavrk do Svídnice.

## Dispozice
Hradní jádro mělo podobu nepravidelného kruhu a kopírovalo obrys celého skalnatého výběžku. K vnější hradební zdi (plášťové hradbě) přiléhala na východě u úzké šíje vedle brány ústící nad most přes příkop přibližně čtvercová věž obranného a obytného charakteru. Byl to pravděpodobně donjon stavebně mladší než plášťová hradba, který zřejmě nahradil původní okrouhlý bergfrit (možná vestavěný jako součást hradby těsně vedle brány). Vnější hradba pak tvořila u věže nároží pro boční střelbu. Ze severu se tato hradba dodnes zachovala v podobě cca 11 metrů vysoké zdi založené přímo na skále. Je možné, že na protější západní straně přímo nad skalní stěnou mohl stát další nevelký obytný palác.